# Wysocko Wielkie

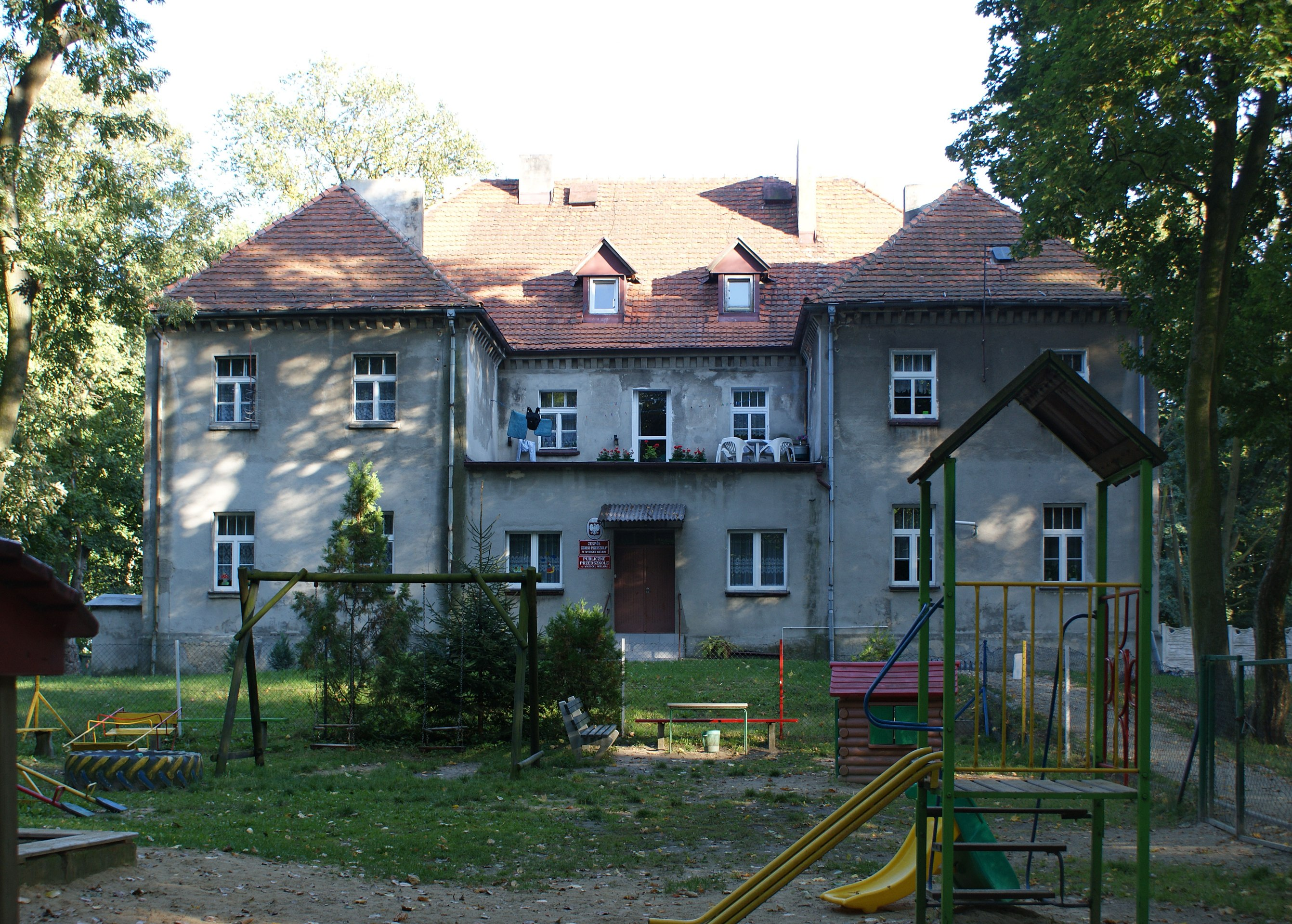

Wysocko Wielkie is een dorp in de Poolse woiwodschap Groot-Polen. De plaats maakt deel uit van de gemeente Ostrów Wielkopolski en telt 1000 inwoners.